# East Midlands Allied Press
EMAP (acronimo di East Midlands Allied Press) è una casa editrice britannica specializzata nella produzione di magazine, e nell'organizzazione di eventi e conferenze. Gli appartengono anche diverse stazioni radio e televisive.
Il gruppo è strutturalmente diviso in 3 rami principali: Emap Consumer Media, Emap Radio e "Emap Advertising.
Il 20 giugno 2006 il ramo francese dell'azienda, Emap France, è stato venduto ad Arnoldo Mondadori Editore S.p.A. e rinominato Mondadori France.

## Riviste che appartengono a EMAP
- Arena
- Bliss
- Empire
- Grazia
- Heat
- Kerrang!
- Max Power
- Q
- Sneak
- Zoo Weekly